# Очирбатин Бурмаа
Очирбатин Бурмаа (монг. Очирбатын Бурмаа; нар. 28 травня 1982, Улан-Батор) — монгольська борчиня вільного стилю, срібна та дворазова бронзова призерка чемпіонатів світу, чемпіонка та багаторазова призерка чемпіонатів Азії, дворазова бронзова призерка Азійських ігор, бронзова призерка Кубку світу, учасниця двох Олімпійських ігор.

## Життєпис
Боротьбою почала займатися з 2002 року. Була срібною призеркою чемпіонату Азії 2004 року серед кадетів.
Виступала за борцівський клуб «Хуч» Улан-Батор. Тренери — Тумур Баатар, Сухбаатар Туменденберел.

## Спортивні результати на міжнародних змаганнях

### Виступи на Олімпіадах
| Змагання                    | Збірна   | Вагова категорія          | Місце |
| --------------------------- | -------- | ------------------------- | ----- |
| Літні Олімпійські ігри 2004 | Монголія | жіноча боротьба, до 72 кг | 10    |
| Літні Олімпійські ігри 2012 | Монголія | жіноча боротьба, до 72 кг | 8     |

### Виступи на Чемпіонатах світу
| Змагання                        | Збірна   | Вагова категорія          | Місце  |
| ------------------------------- | -------- | ------------------------- | ------ |
| Чемпіонат світу з боротьби 2005 | Монголія | жіноча боротьба, до 72 кг | 8      |
| Чемпіонат світу з боротьби 2006 | Монголія | жіноча боротьба, до 72 кг | 16     |
| Чемпіонат світу з боротьби 2008 | Монголія | жіноча боротьба, до 72 кг | 5      |
| Чемпіонат світу з боротьби 2009 | Монголія | жіноча боротьба, до 72 кг | Срібло |
| Чемпіонат світу з боротьби 2010 | Монголія | жіноча боротьба, до 72 кг | 9      |
| Чемпіонат світу з боротьби 2013 | Монголія | жіноча боротьба, до 72 кг | Бронза |
| Чемпіонат світу з боротьби 2014 | Монголія | жіноча боротьба, до 75 кг | Бронза |
| Чемпіонат світу з боротьби 2019 | Монголія | жіноча боротьба, до 76 кг | 20     |

### Виступи на Чемпіонатах Азії
| Змагання                       | Збірна   | Вагова категорія          | Місце  |
| ------------------------------ | -------- | ------------------------- | ------ |
| Чемпіонат Азії з боротьби 2003 | Монголія | жіноча боротьба, до 72 кг | Бронза |
| Чемпіонат Азії з боротьби 2004 | Монголія | жіноча боротьба, до 72 кг | Срібло |
| Чемпіонат Азії з боротьби 2005 | Монголія | жіноча боротьба, до 72 кг | Бронза |
| Чемпіонат Азії з боротьби 2006 | Монголія | жіноча боротьба, до 72 кг | Срібло |
| Чемпіонат Азії з боротьби 2008 | Монголія | жіноча боротьба, до 72 кг | Срібло |
| Чемпіонат Азії з боротьби 2009 | Монголія | жіноча боротьба, до 72 кг | Бронза |
| Чемпіонат Азії з боротьби 2016 | Монголія | жіноча боротьба, до 75 кг | Золото |

### Виступи на Азійських іграх
| Змагання           | Збірна   | Вагова категорія          | Місце  |
| ------------------ | -------- | ------------------------- | ------ |
| Азійські ігри 2006 | Монголія | жіноча боротьба, до 72 кг | Бронза |
| Азійські ігри 2014 | Монголія | жіноча боротьба, до 75 кг | Бронза |

### Виступи на Кубках світу
| Змагання                    | Збірна   | Вагова категорія          | Місце  |
| --------------------------- | -------- | ------------------------- | ------ |
| Кубок світу з боротьби 2010 | Монголія | жіноча боротьба, до 72 кг | 5      |
| Кубок світу з боротьби 2011 | Монголія | жіноча боротьба, до 72 кг | 5      |
| Кубок світу з боротьби 2013 | Монголія | жіноча боротьба, до 72 кг | 8      |
| Кубок світу з боротьби 2014 | Монголія | жіноча боротьба, до 75 кг | 5      |
| Кубок світу з боротьби 2015 | Монголія | жіноча боротьба, до 75 кг | Бронза |

### Виступи на інших змаганнях
| Змагання                                                         | Збірна   | Вагова категорія          | Місце  |
| ---------------------------------------------------------------- | -------- | ------------------------- | ------ |
| Кубок Азії з боротьби 2003                                       | Монголія | жіноча боротьба, до 72 кг | Бронза |
| Олімпійський кваліфікаційний турнір з боротьби 2004 (Мадрид)     | Монголія | жіноча боротьба, до 72 кг | Бронза |
| Чемпіонат світу з боротьби серед студентів 2006                  | Монголія | жіноча боротьба, до 72 кг | Срібло |
| Турнір Дана Колова — Николи Петрова 2007                         | Монголія | жіноча боротьба, до 72 кг | Срібло |
| Олімпійський кваліфікаційний турнір з боротьби 2008 (Едмонтон)   | Монголія | жіноча боротьба, до 72 кг | 5      |
| Золотий Гран-прі з боротьби 2008                                 | Монголія | жіноча боротьба, до 72 кг | Бронза |
| Гран-прі «Іван Яригін» 2009                                      | Монголія | жіноча боротьба, до 72 кг | 5      |
| Турнір Дана Колова — Николи Петрова 2009                         | Монголія | жіноча боротьба, до 72 кг | Срібло |
| Золотий Гран-прі з боротьби 2009                                 | Монголія | жіноча боротьба, до 72 кг | 10     |
| Золотий Гран-прі з боротьби 2010 (Красноярськ)                   | Монголія | жіноча боротьба, до 72 кг | 5      |
| Турнір Дана Колова — Николи Петрова 2010                         | Монголія | жіноча боротьба, до 72 кг | Срібло |
| Золотий Гран-прі з боротьби 2010 (Баку)                          | Монголія | жіноча боротьба, до 72 кг | 5      |
| Золотий Гран-прі з боротьби 2011 (Красноярськ)                   | Монголія | жіноча боротьба, до 72 кг | 5      |
| Міжнародний турнір Ньюйоркського атлетичного клубу 2011          | Монголія | жіноча боротьба, до 72 кг | 4      |
| Відкритий кубок Монголії з боротьби 2012                         | Монголія | жіноча боротьба, до 72 кг | Срібло |
| Золотий Гран-прі з боротьби 2012 (Красноярськ)                   | Монголія | жіноча боротьба, до 72 кг | Срібло |
| Олімпійський кваліфікаційний турнір з боротьби 2012 (Тайюань)    | Монголія | жіноча боротьба, до 72 кг | Золото |
| Гран-прі «Харі Рам» 2012                                         | Монголія | жіноча боротьба, до 72 кг | Золото |
| Золотий Гран-прі з боротьби 2012 (Баку)                          | Монголія | жіноча боротьба, до 72 кг | Бронза |
| Гран-прі «Іван Яригін» 2013                                      | Монголія | жіноча боротьба, до 72 кг | Срібло |
| Турнір Дана Колова — Николи Петрова 2013                         | Монголія | жіноча боротьба, до 72 кг | Золото |
| Кубок Президента Бурятської Республіки з боротьби 2013           | Монголія | жіноча боротьба, до 72 кг | Золото |
| Відкритий кубок Монголії з боротьби 2013                         | Монголія | жіноча боротьба, до 72 кг | Золото |
| Гран-прі Іспанії з боротьби 2013                                 | Монголія | жіноча боротьба, до 72 кг | Бронза |
| Меморіал Вацлава Циолковського 2013                              | Монголія | жіноча боротьба, до 72 кг | 10     |
| Золотий Гран-прі з боротьби 2013 (Баку)                          | Монголія | жіноча боротьба, до 72 кг | 7      |
| Гран-прі «Іван Яригін» 2014                                      | Монголія | жіноча боротьба, до 75 кг | Золото |
| Турнір Дана Колова — Николи Петрова 2014                         | Монголія | жіноча боротьба, до 75 кг | Золото |
| Відкритий кубок Монголії з боротьби 2014                         | Монголія | жіноча боротьба, до 75 кг | Срібло |
| Золотий Гран-прі з боротьби 2014 (Баку)                          | Монголія | жіноча боротьба, до 75 кг | 5      |
| Відкритий чемпіонат Польщі з боротьби 2014                       | Монголія | жіноча боротьба, до 75 кг | Бронза |
| Гран-прі «Іван Яригін» 2015                                      | Монголія | жіноча боротьба, до 75 кг | 10     |
| Гран-прі «Іван Яригін» 2016                                      | Монголія | жіноча боротьба, до 75 кг | Бронза |
| Відкритий кубок Монголії з боротьби 2016                         | Монголія | жіноча боротьба, до 75 кг | Срібло |
| Олімпійський кваліфікаційний турнір з боротьби 2016 (Улан-Батор) | Монголія | жіноча боротьба, до 75 кг | 8      |
| Олімпійський кваліфікаційний турнір з боротьби 2016 (Стамбул)    | Монголія | жіноча боротьба, до 75 кг | 8      |
| Відкритий кубок Монголії з боротьби 2019                         | Монголія | жіноча боротьба, до 76 кг | Золото |
| Кубок Президента Бурятської Республіки з боротьби 2019           | Монголія | жіноча боротьба, до 76 кг | Золото |
| Гран-прі «Іван Яригін» 2020                                      | Монголія | жіноча боротьба, до 76 кг | Срібло |

### Виступи на змаганнях молодших вікових груп
| Змагання                                     | Збірна   | Вагова категорія          | Місце  |
| -------------------------------------------- | -------- | ------------------------- | ------ |
| Чемпіонат Азії з боротьби серед кадетів 2004 | Монголія | жіноча боротьба, до 60 кг | Срібло |